# Римский-Корсаков, Николай Петрович
Николай Петрович Римский-Корсаков (21 ноября [2 декабря] 1793, Санкт-Петербург — 31 октября [12 ноября] 1848, там же) — вице-адмирал, директор Морского корпуса, дядя Н. А. Римского-Корсакова.

## Биография
Родился в Санкт-Петербурге 21 ноября (2 декабря) 1793 года. Внук вице-адмирала В. Я. Римского-Корсакова; побочный сын генерал-лейтенанта Петра Воиновича Римского-Корсакова (ум. 1815) и дочери священника Авдотьи Яковлевны.
В 1804 году поступил в Морской шляхетский корпус, откуда в 1807 году был выпущен во флот гардемарином; с 24 декабря 1809 года — мичман Гвардейского морского экипажа; в 1810—1811 годах ходил на борту яхты «Паллада» между Санкт-Петербургом и Кронштадтом.
2 марта 1812 года в составе экипажа выступил в сухопутный поход до города Вильно, откуда во главе отряда из 50 моряков был командирован для изготовления моста из лодок на реке Десне. С началом Отечественной войны и отступления армии оставлен во главе отряда из 80 моряков разбирать мосты и прикрывать обозы с провиантом, которые благополучно доставил в Витебск.
В качестве ординарца генерала Николая Раевского участвовал в сражении при Смоленске, при Бородино исполнял обязанности ординарца светлейшего князя Кутузова, в сражении при Малоярославце — генерала Алексея Ермолова. С 11 октября 1812 года участвовал в преследовании отступающей Великой Армии, занимался устройством мостов через Днепр и Березину.
В 1813 году — лейтенант, принимал участие в Саксонской и Французской кампаниях, 17 августа 1813 года ранен пулей в бедро навылет в сражении при Кульме. В феврале 1814 года отличился при истреблении мостов и перевозных лодок после сражения при Ножане, получил Высочайшее благоволение в приказе по армии. 20 марта 1814 года вступил в составе Морского экипажа в Париж и в мае того же года возвратился в Кронштадт на борту фрегата «Архипелаг».
В 1815 году участвовал во втором походе во Францию, в 1816 году на фрегате «Меркуриус» совершил походы в Копенгаген, Портсмут и Вулидж, в апреле 1817 года возвратился в Кронштадт. В 1819 году на бриге «Олимп» ходил в Кале, Копенгаген и Данциг. С 1820 по 1822 год командовал яхтой «Нева», с 1823 по 1826 год совершил кругосветное плавание на шлюпе «Предприятие» капитана 2-го ранга О. Е. Коцебу, 30 августа 1824 года — капитан-лейтенант.

После возвращения в Россию отправился на борту линейного корабля «Царь Константин» в Англию, где возглавил фрегат «Елена», на котором отплыл в Средиземное море до Тулона (Toulon), в 1827 году ходил с особыми поручениями в Портсмут и Шербур. Награждён орденом Св. Георгия 4-й степени 
За беспорочную выслугу, в офицерских чинах, 18-ти шестимесячных морских кампаний
С 1828 года участвовал в русско-турецкой войне, состоял при начальнике Главного штаба 2-й армии, командовал батареей левого фланга при осаде крепости Браилов, в мае 1828 года командирован в Одессу для осмотра зафрахтованных судов, в начале июне 1828 года возглавил 20-пушечный бриг «Орфей», на котором делал рекогносцировку крепости Кюстенджи. 8 июня 1828 года отличился в атаке на юго-восточный фас крепости, где его корабль получил 66 пробоин и понёс большие потери среди экипажа. 25 июня 1828 года — флигель-адъютант, участвовал в осаде Варны, сопровождал императора Николая I из Варны в Одессу на борту фрегата «Фосара».
Затем командовал редутом на южном берегу Варны, имея под своим началом две роты гвардейского Морского экипажа, роту 19-го егерского полка и эскадрон Бугского уланского полка. 2 октября 1828 года произведён в капитаны 2 ранга и вместе с Государем возвратился в Санкт-Петербург на борту линейного корабля «Императрица Мария».
В 1829 году командирован на Чёрное море для осмотра госпиталей и ревизии Севастопольского порта, в том же году командовал линейным кораблём «Кульм» на манёврах флота у Красной Горки, 6 декабря 1829 года — капитан 1-го ранга.
С началом Польского восстания 1831 года командовал отрядом из батальона Эстляндского пехотного полка и эскадрона Новоархангельского уланского полка, готовил средства для переправы российских войск через Вислу. Участвовал в штурме Варшавы 26-27 августа 1831 года, находясь при генерал-фельдмаршале И. Ф. Паскевиче.
В 1832 году — командующий 16-м флотским экипажем, в 1833—1834 годах крейсировал в Балтийском море и Финском заливе на борту линейного корабля «Кацбах», в 1835 году руководил транспортировкой Калишского отряда из Кронштадта в Данциг и обратно в Петербург. 8 июня 1836 года произведён в контр-адмиралы с назначением в Свиту Его Величества. С 1837 по 1842 год состоял при Государе.
С марта 1842 года — помощник директора Морского шляхетского корпуса, с 1843 — его директор. Старался придать всему преподаванию более практический характер и значительно пополнил коллекции моделей, сообразно проходившемуся в корпусе курсу; очень заботился о физическом развитии кадет, стараясь, чтобы они были ловки, сильны, умели плавать, лазать, грести, знали бы хорошо фронтовое и артиллерийское ученье и управление парусами.
2 февраля 1844 года был назначен членом Адмиралтейств-совета с оставлением в занимаемых должностях; 30 августа 1848 года произведён в вице-адмиралы
Умер 31 октября (12 ноября) 1848 года в Петербурге; был похоронен на Смоленском православном кладбище. В его честь назван остров, а также десантный катер проекта 21820 ВМФ России.

## Награды
- Кульмский крест
- орден Св. Георгия 4-й ст., за 18 морских кампаний (26.11.1826)
- орден Св. Анны 3-й ст. (25.01.1828)
- Золотая шпага «За храбрость» (30.08.1828)
- орден Св. Владимира 4-й ст.
- орден Св. Владимира 3-й ст. (18.10.1831)
- орден Св. Станислава 2-й ст. (30.08.1834)
- орден Св. Анны 2-й ст.
- орден Св. Станислава 1-й ст. (01.07.1840)

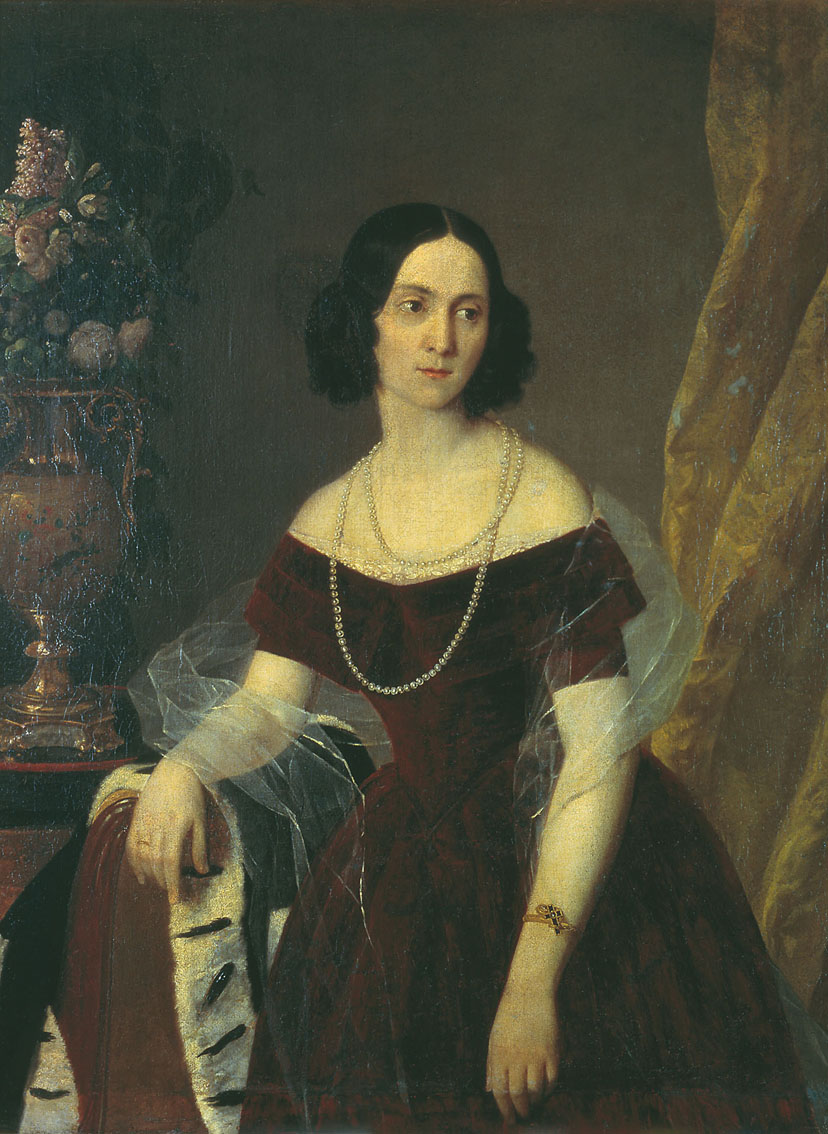
А. А. Васильев. Портрет жены, Поликсены Ивановны; 1846, ГТГ.

- орден Св. Анны 1-й ст.

## Семья
Был женат на дочери секунд-майора Поликсене Ивановне Сухотиной (1815—1848), но детей не имел. По словам современника, была видной красивой дамой, которая увлекалась пением и имела небольшой, но очень приятный, высокий сопрано.